# Bicicleta de pista

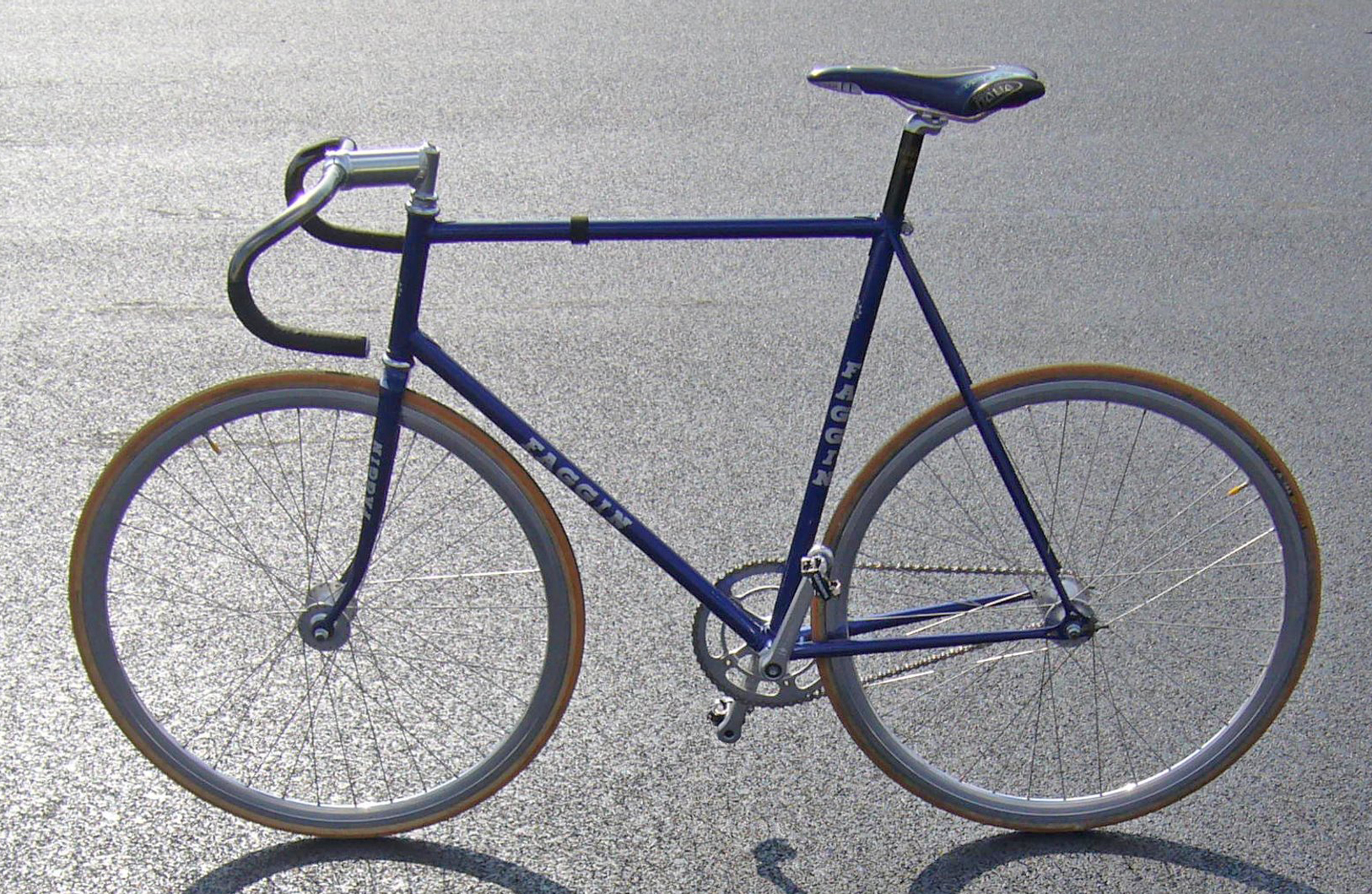
Bicicleta para pista

Una bicicleta de pista' o bicicleta de sprint es una bicicleta de carreras optimizada para ser utilizada en un velódromo o pista al aire libre. A diferencia de bicicletas de carreras, la bicicleta de pista es una bicicleta con un sistema de piñón fijo que hace que se frene aplicando gradualmente menor presión en el pedaleo. Los neumáticos son estrechos y se inflan a alta presión para reducir la resistencia de la rodadura. Los neumáticos tubulares son de uso frecuente, pero avances en los neumáticos ligeros de cubierta están dejando a un lado a los tubulares. Las llantas pueden ser de aluminio, titanio o fibra de carbono.
Se construyen en diferentes tallas o medidas y están fabricados en materiales variados, desde los más pesados y resistentes como el acero de cromo-molibdeno, (cro-moly o cromoly), hasta los más ligeros de aluminio, titanio, bambú o fibra de carbono.
La longitud máxima de la bicicleta de pista es de 2 m, y pesa entre 7 y 8.5 kg. El cuadro es triangular, y el sillín es igual al de cualquier bicicleta de carrera.

## Orígenes

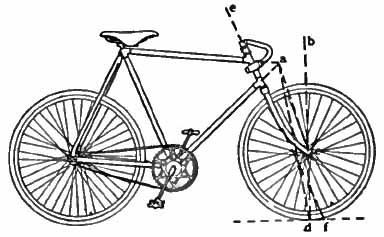
Bicicleta de carreras/pista de 1911

Las primeras bicicletas de pista eran llamadas path, siendo el antiguo término Victoriano/Eduardiano para el ciclismo de pista, eran bicicletas de carrera con por lo general tubulares de 26 x 1 ¼" (32-597mm) de alta presión. Sin embargo, su homólogo, el path racer, es una bicicleta con doble propósito, tanto para carretera como para pista, los ángulos no son tan cerrados y el pedalier se ubica más bajo que una pura path (pista).

## Características

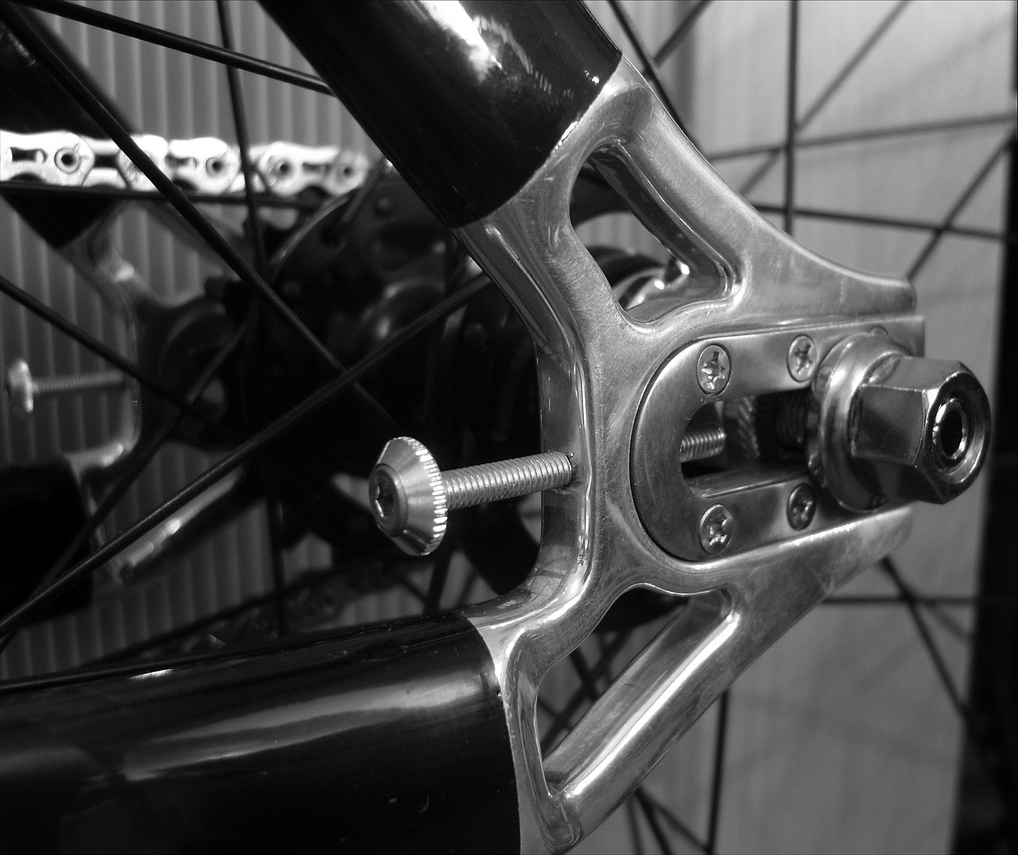
Punteras horizontales; tornillos separadores permiten ajustar la tensión de la cadena

### Cuadro
Las bicicletas de pista son máquinas ultraligeras de 7 y 8.5 kg con batallas cortas, ángulos cerrados y manillares de carreras muy curvados para agilizar el manejo. El eje pedalier suele estar situado más alto que en las bicicletas de carrera, para que el pedal que queda al interior de la curva no toque la pista.
Los cuadros de pista usan un espacio de 120 mm entre el eje trasero y punteras horizontales lo que permite ajustar la tensión de la cadena. La fibra de carbono es el material más común a nivel profesional.

### Piñón fijo
El buje de la rueda trasera de una bicicleta sprint es un piñón fijo. Las bielas no dejan de rodar hasta que la bicicleta no se detenga, así que el corredor no puede dejar de pedalear ni un instante. (ver → Bicicleta de piñón fijo)

### Sin frenos ni cambios
Para que sea legal en pista, una bicicleta no debe tener ni frenos ni cambios de marcha, ya que no hay cuestas que escalar ni obstáculos ante los que detenerse. Por otro lado, esto incrementa la seguridad en la pista cuando hay más competidores, puesto que elimina las frenadas bruscas y reduce la velocidad relativa entre las diferentes bicicletas.